# Northumberland Development Project
Northumberland Development Project est un projet de développement urbain centré sur le nouveau stade de football de Tottenham Hotspur Football Club, qui remplace White Hart Lane en 2019.

## Histoire
À l'étroit dans son stade historique de White Hart Lane, Tottenham a entrepris de se doter d'une nouvelle enceinte, plus moderne et fonctionnelle, à l'image de ce qu'a fait son proche voisin d'Arsenal avec l'Emirates Stadium.
En février 2016, le projet de construction du nouveau stade est annoncé par le club. Ce nouveau stade sera construit à la place de White Hart Lane, ce qui conduira à une destruction progressive de l'ancienne enceinte, au profit de la nouvelle (situation comparable à ce qui s'est produit pour San Mamés à Bilbao ou Louis-Dugauguez à Sedan). C'est ainsi que lors de la saison 2017-2018, Tottenham évoluera temporairement dans le stade de Wembley.
Le 30 janvier 2018, le club confirme avoir introduit une demande pour pouvoir augmenter la capacité de son nouveau stade à 62.000 places.
Ce nouveau stade adoptera la pratique du naming et portera le nom d'une entreprise restant à désigner. Il sera également configurable pour accueillir des matchs de NFL.

## Projet

### Bâtiments

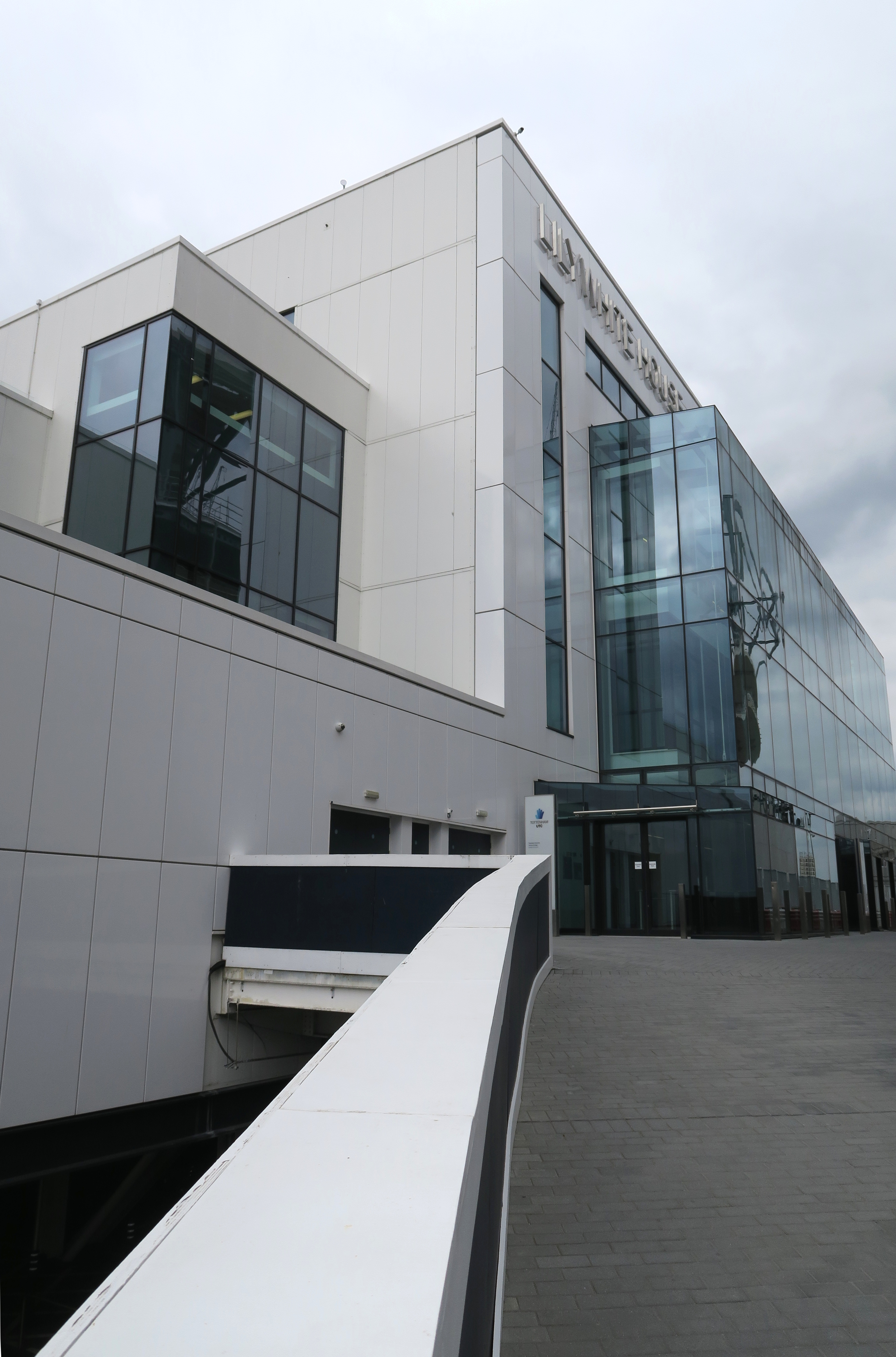
Lilywhite House

La conception globale du projet annoncée en juillet 2015 comprend:
- Stade d'une capacité de 61 000 places, y compris un stand Spion Kop (stadiums)  à un seul niveau avec 17 000 places. Incorporant entièrement rétractable  terrain pour les jeux NFL.
- Les médias et les installations médicales ainsi que les installations de changement de joueurs ont été améliorés lors de la révision de la conception de juin 2015, avec un parking de stade relocalisé depuis le rez-de-chaussée vers un sous-sol nouvellement conçu.
- Les bureaux incorporant à la fois les bâtiments classés et les bâtiments neufs de catégorie II comprenant des bureaux de vente de billets, le magasin du club de la Fondation Tottenham Hotspur et le musée.
- Espace public ouvert, incorporant une aire de jeux multi-usage et des cafés.
- Réaménagement de la High Road pour améliorer la gestion des foules.
- Nouvel hôtel de 180 chambres avec 49 appartements desservis occupera les étages supérieurs.
- Nouveau centre de santé communautaire.
- Lieu de sports extrêmes, y compris le plus haut mur d'escalade intérieur du monde.
- Supermarché Sainsbury's avec parking, avec les bureaux du club ci-dessus.Le supermarché a ouvert ses portes en novembre 2013, avec les bureaux en février 2015, sous le nom de Lilywhite House.
- Une école primaire gérée par le E-ACT Free Schools Trust en partenariat avec le Département de l'Éducation et le club.
- Un Collège technique universitaire spécialisé dans le sport, la science et la santé en partenariat avec Middlesex University a reçu l'approbation provisoire du Secrétaire d'État à l'Éducation en avril 2013 et un accord final a été conclu avec club en septembre 2013. Mais en septembre 2017, ce sera le bâtiment utilisé pour la London Academy of Excellence Tottenham.

## Note et référence
1. ↑  Feu vert pour la construction du nouveau stade
2. ↑  Tottenham proche d'un accord pour jouer à Wembley
3. ↑  Tottenham exige un montant extraordinaire pour signer un accord de naming !